# Edson Tortolero
Edson Argenis Tortolero Román (27 agosto 1971) è un ex calciatore venezuelano, di ruolo centrocampista.

## Carriera

### Club
Ha militato per diverse stagioni nel Minervén, dove si è guadagnato la nazionale; dopo una breve esperienza in Messico, al Querétaro Fútbol Club, si è ritirato nel 2006 con la maglia del Carabobo.

### Nazionale
Con la nazionale di calcio venezuelana ha giocato dal 1992 al 2006, collezionando 39 presenze, segnando 3 reti e partecipando a due Copa América.